# De Kleine Meer
De Kleine Meer is een bosgebied en park in Valkenswaard.
Vanouds lag hier een ven van die naam. Dit ter onderscheid van De Groote Meer, dat iets ten noorden hiervan lag en nog ligt. In dit gebied werd zand gewonnen.

Vervolgens werd een stelsel van diepe geulen (de Runsloten) aangelegd. Aldus werden rabatten] gevormd, waarop eiken werden geplant ten behoeve van de productie van run, een hulpstof voor de leerlooierijen.
Gedurende de eerste helft van de 20e eeuw werd het Kleine Meer gebruikt om huisvuil in te dumpen. Later rukte de bebouwing van Valkenswaard in noordelijke richting op. Het gebied werd gesaneerd en geleidelijk werd het omgevormd tot een park, het Belevingspark De Kleine Meer genaamd, waarin ook activiteiten werden opgenomen die met natuur en milieu te maken hadden.

## Activiteiten
Sedert 1973 werd een hertenkamp aan de Bosstraat ingericht. Later werd dit uitgebreid tot een kinderboerderij, die op 10 juni 2000 geopend werd.
Een ander initiatief was de inrichting van een biologische tuin van 0,5 ha, met moestuin, bloementuin, kruidentuin, hoogstamboomgaard en compostruimte. Dit initiatief startte in 1998 en wordt gedragen door de vereniging Velt.
Voorts is het IVN op dit terrein aanwezig, met als onderkomen het gebouw D'n Nieuwen Hof, in de jaren 80 uit sloopmateriaal gebouwd. Ook werd er een heemtuin aangelegd, gesierd met een beeld van Flora en voorzien van een insectenmuur en dergelijke. Op 29 september 2014 werd ook het belevingspark geopend, waarin zich ook een blotevoetenpad bevindt.